# Grammy Award alla canzone dell'anno
Il Grammy Award per la canzone dell'anno (Grammy Award for Song of the Year) è uno dei quattro premi Grammy più prestigiosi, che premia coloro che si occupano del testo e del sound di un brano di un determinato artista (può essere premiato l’artista stesso solo se ha scritto o co-scritto il brano).
Questi premi vengono assegnati annualmente dal 1959, lo stesso anno del debutto della premiazione.
Si differenzia dal premio registrazione dell'anno perché quest'ultimo premia il cantante e coloro che hanno collaborato nella realizzazione del brano.

## Vincitori e candidati
I vincitori sono indicati in grassetto.

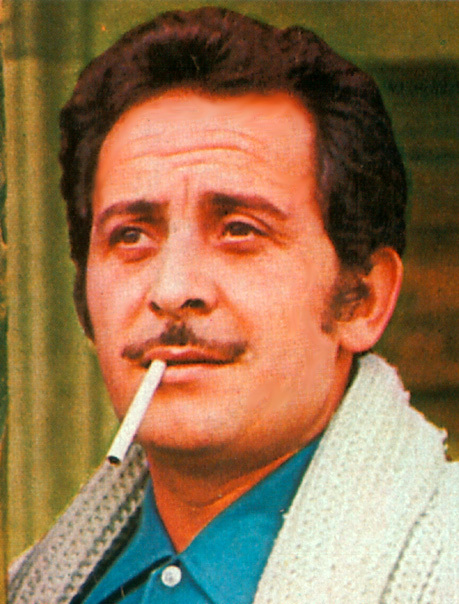
Domenico Modugno è stato il primo vincitore in questa categoria nel 1959, divenendo il primo ed unico artista italiano a riuscirci. Modugno ha inoltre vinto il premio alla registrazione dell'anno con il medesimo brano Nel blu dipinto di blu.

### Anni 1950
- 1959
  - Nel blu dipinto di blu, scritta e eseguita da Domenico Modugno
  - Catch A Fallin' Star, scritta da Paul Vance e Lee Pockriss, eseguita da Perry Como
  - Fever, scritta da John Davenport e Eddie Cooley, eseguita da Peggy Lee
  - Theme To Gigi, scritta da Alan Jay Lerner e Frederick Loewe, eseguita da AA.VV.
  - Witchcraft, scritta da Cy Coleman e Carolyn Leigh, eseguita da Frank Sinatra

### Anni 1960
- 1960

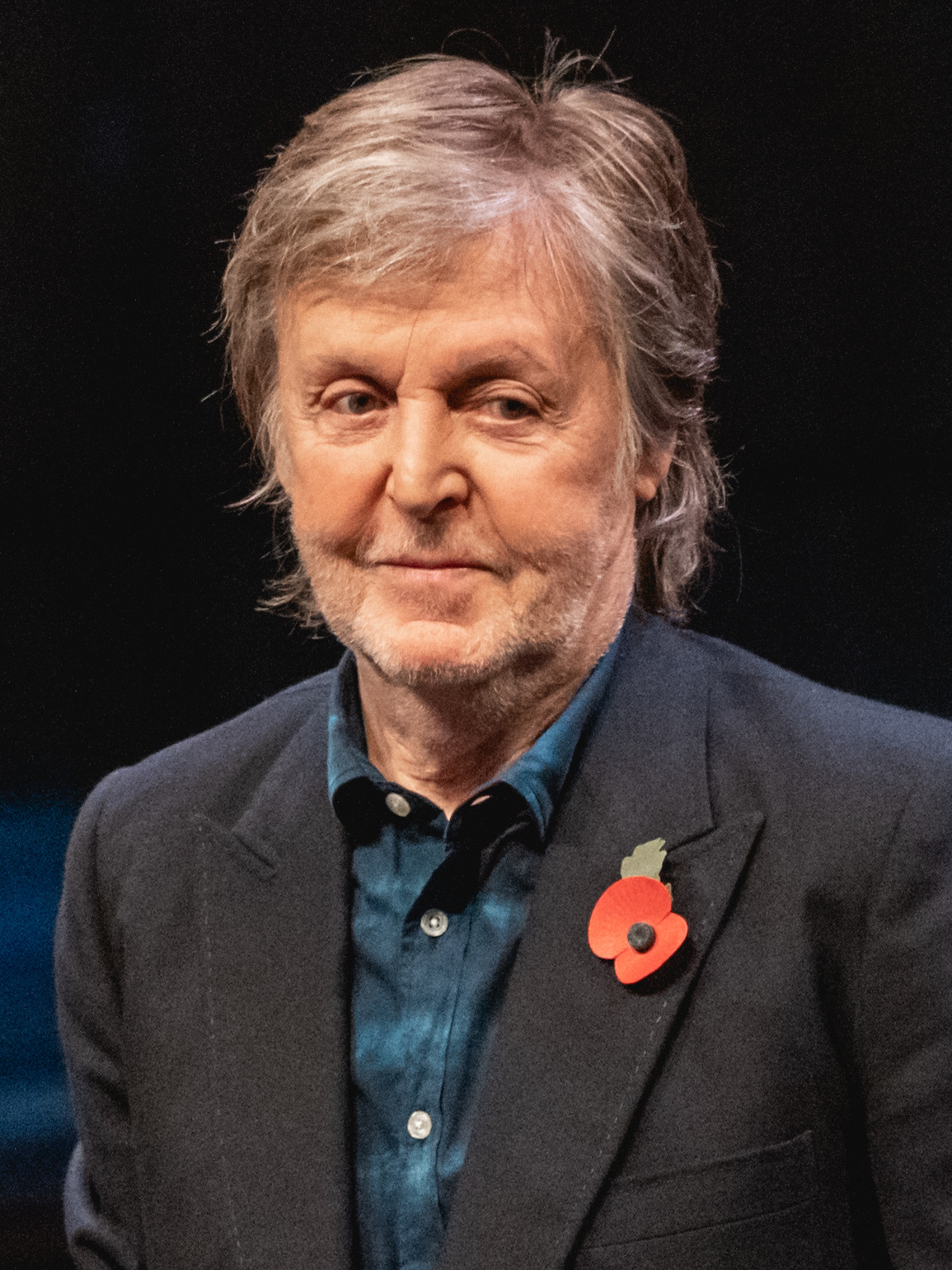
Paul McCartney, vincitore nel 1967.

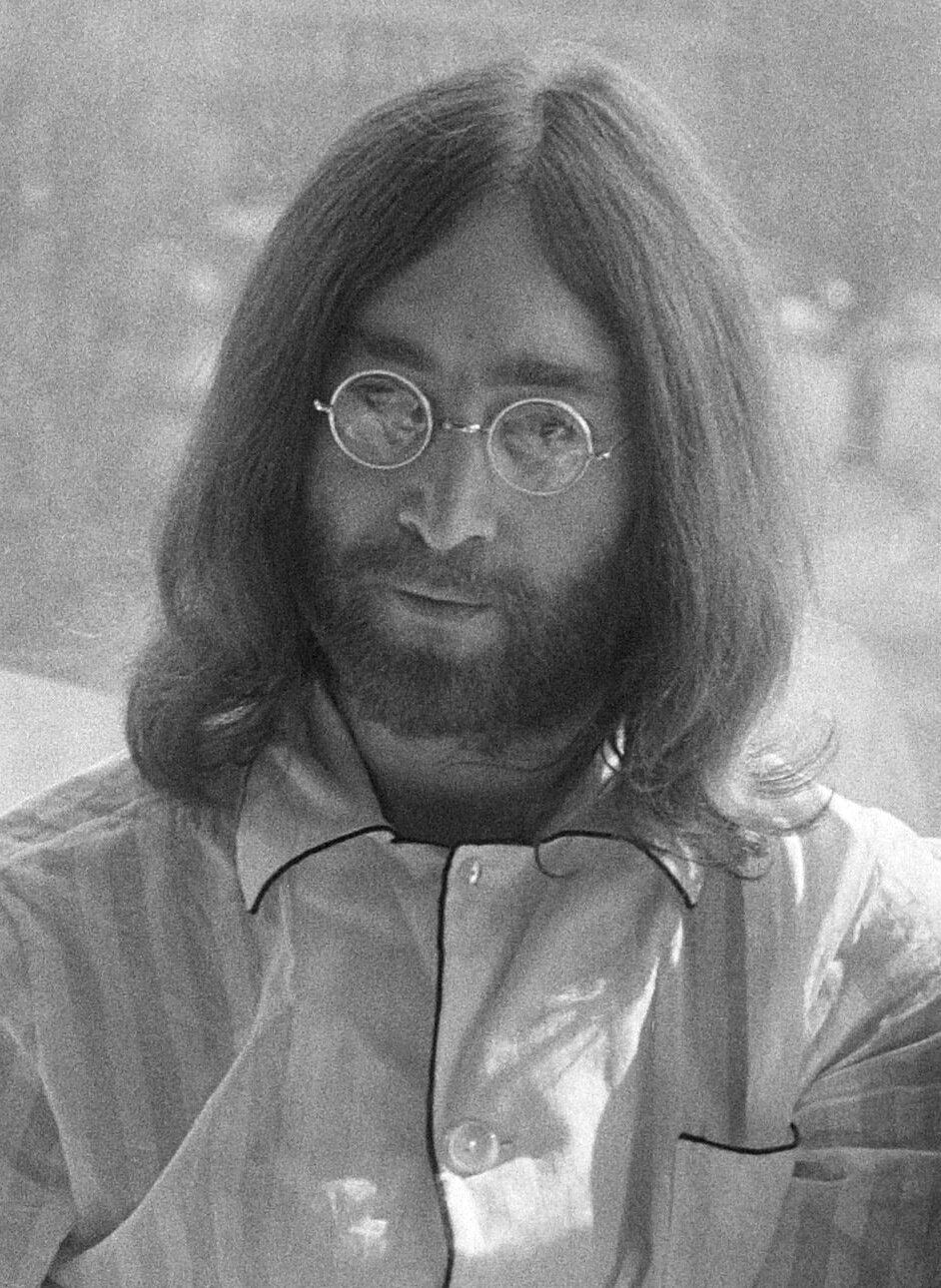
John Lennon, vincitore nel 1967.

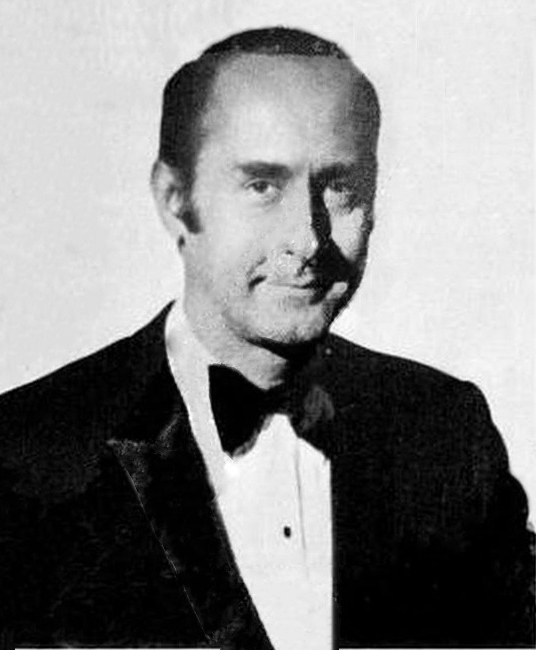
Henry Mancini ha vinto il premio 2 volteː nel 1962 e nel 1964.

  - The Battle Of New Orleans, scritta da Jimmy Driftwood, eseguita da Johnny Horton
  - High Hopes, scritta da Sammy Cahn e Jimmy Van Heusen, eseguita da Frank Sinatra
  - I Know, scritta da Karl Stutz e Edith Linderman, eseguita da Perry Como
  - Like Young, scritta da Paul Francis Webster e André Previn, eseguita da André Previn
  - Small World, scritta da Jule Styne e Stephen Sondheim, eseguita da Johnny Mathis
- 1961
  - Theme of Exodus, scritta da Ernest Gold, eseguita da AA.VV.
  - He'll Have To Go, scritta da Charle Randolph Grean, Joe Allison e Audrey Allison, eseguita da Jim Reeves
  - Nice 'n' Easy, scritta da Lew Spence, Marilyn Keith e Alan Bergman, eseguita da Frank Sinatra
  - The Second Time Around, scritta da Sammy Cahn e Jimmy Van Heusen
  - Theme from a Summer Place, scritta da Max Steiner, eseguita da Percy Faith
- 1962
  - Moon River, scritta da Henry Mancini e Johnny Mercer, eseguita da Henry Mancini
  - Big Bad John, scritta e eseguita da Jimmy Dean
  - A Little Bitty Tear, scritta da Hank Cochran, eseguita da Burl Ives
  - Lollipop And Roses, scritta da Tony Velona, eseguita da Jack Jones
  - Make Someone Happy, scritta da Jule Styne, Betty Comden e Adolph Green, eseguita da AA.VV.
- 1963
  - What Kind Of Fool Am I?, scritta da Leslie Bricusse e Anthony Newley, eseguita da Sammy Davis Jr.
  - As Long as He Needs Me, scritta da Lionel Bart, eseguita da Shirley Bassey
  - I Left My Heart in San Francisco, scritta da Douglas Cross e George Cory, eseguita da Tony Bennett
  - My Coloring Book, scritta da John Kander e Fred Ebb, eseguita da Sandy Stewart
  - The Sweetest Sounds,scritta da Richard Rodgers, eseguita da AA.VV.
- 1964
  - Days Of Wine And Roses, scritta da Henry Mancini e Johnny Mercer, eseguita da Henry Mancini
  - Call Me Irresponsible, scritta da Sammy Cahn e Jimmy Van Heusen, eseguita da Frank Sinatra
  - The Good Life, scritta da Sacha Distel e Jack Reardon, eseguita da Tony Bennett
  - I Wanna Be Around, scritta da Sadie Vimmerstedt e Johnny Mercer, eseguita da Tony Bennett
  - Wives And Lovers, scritta da Burt Bacharach e Hal David, eseguita da Jack Jones
- 1965
  - Hello, Dolly!, scritta da Jerry Herman, eseguita da Louis Armstrong
  - A Hard Day's Night, scritta da John Lennon e Paul McCartney, eseguita dai The Beatles
  - Dear Heart, scritta da Henry Mancini, Ray Evans e Jay Livingston, eseguita da Andy Williams
  - People, scritta da Jule Styne e Bob Merrill, eseguita da Barbra Streisand
  - Who Can I Turn To?, scritta da Leslie Bricusse e Anthony Newley, eseguita da Tony Bennett
- 1966
  - The Shadow Of Your Smile, scritta da Pail Francis Webster e Johnny Mandel, eseguita da Tony Bennett
  - I Will Wait For You, scritta da Michel Legrand, Norman Gimbel e Jacques Demy, eseguita da Connie Francis
  - The September Of My Years, scritta da Jimmy Van Heusen e Sammy Cahn, eseguita da Frank Sinatra
  - Yesterday, scritta John Lennon e Paul McCartney, eseguita dai The Beatles
  - King of the Road, scritta e eseguita da Roger Miller
- 1967
  - Michelle, scritta da John Lennon e Paul McCartney, eseguita dai The Beatles
  - Born Free, scritta da John Barry e Don Black, eseguita da Andy Williams
  - The Impossible Dream, scritta da Mitch Leigh e Joe Darion, eseguita da Richard Kiley
  - Somewhere My Love, scritta da Paul Francis Webster e Maurice Jarre, eseguita da Ray Conniff
  - Strangers in the Night, scritta da Bert Kaempfert, Charles Singleton e Eddie Snyder, eseguita da Frank Sinatra
- 1968
  - Up, Up and Away, scritta da Jimmy Webb, eseguita da The 5th Dimension
  - By The Time I Get To Phoenix, scritta da Jimmy Webb, eseguita da Glen Campbell
  - My Cup Runneth Over, scritta da Tom Jones e Harvey Schmidt, eseguita da Ed Ames
  - Ode to Billie Joe, scritta e eseguita da Bobbie Gentry
  - Gentle on My Mind, scritta da John Hartford, eseguita da Glen Campbell
- 1969
  - Little Green Apples, scritta da Bobby Russell, eseguita da O.C. Smith
  - Harper Valley P.T.A., scritta da Tom T. Hall, eseguita da  Jeannie C. Riley
  - Hey Jude, scritta da John Lennon e Paul McCartney, eseguita dai The Beatles
  - Honey, scritta da Bobby Russell, eseguita da Bobby Goldsboro
  - Mrs. Robinson, scritta da Paul Simon, eseguita da Simon & Garfunkel

### Anni 1970
- 1970

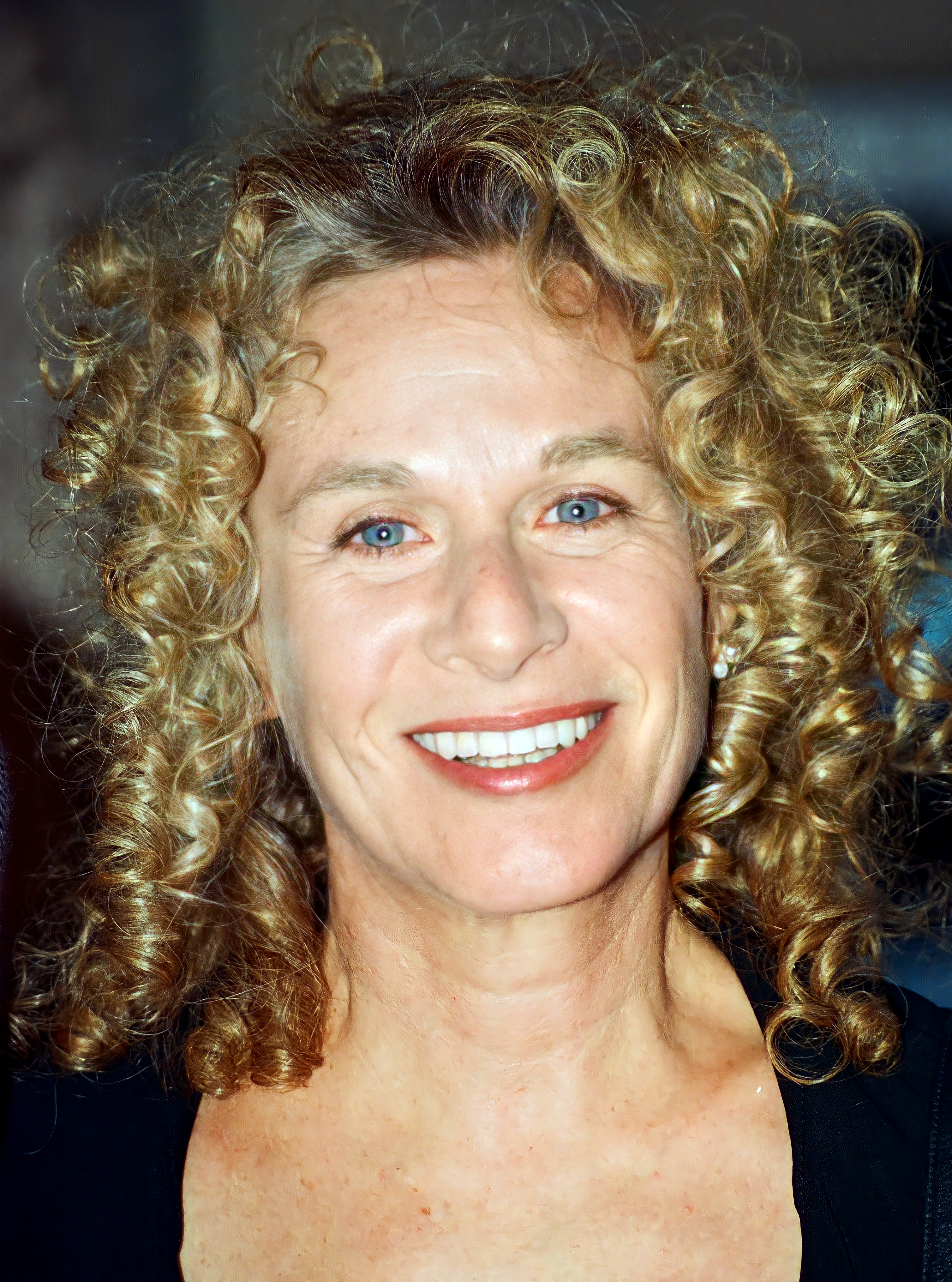
Carole King è stata la prima artista donna a vincere nella categoria nel 1972.

  - Games People Play, scritta e eseguita da Joe South
  - A Time For Us, scritta da Larry Kusik, Eddie Snyder, Nino Rota, eseguita da Henry Mancini
  - Spinning Wheel, scritta da David Clayton-Thomas, eseguita dai Blood, Sweat & Tears
  - I'll Never Fall in Love Again, scritta da Burt Bacharach e Hal David, eseguita da Dionne Warwick
  - Raindrops Keep Fallin' on My Head, scritta da Burt Bacharach e Hal David, eseguita da B. J. Thomas
- 1971
  - Bridge over Troubled Water, scritta da Paul Simon, eseguita da Simon & Garfunkel
  - Everything Is Beautiful, scritta e eseguita da Ray Stevens
  - Fire and Rain, scritta e eseguita da James Taylor
  - Let It Be, scritta da John Lennon e Paul McCartney, eseguita dai The Beatles
  - We've Only Just Begun, scritta da Roger Nichols e Paul Williams, eseguita dai The Carpenters
- 1972
  - You've Got a Friend, scritta da Carole King, eseguita da James Taylor e Carole King
  - Help Me Make It Through the Night, scritta e eseguita da Kris Kristofferson
  - It's Impossible, scritta da Sid Wayne e Armando Manzanero, eseguita da Perry Como
  - Me and Bobby McGee, scritta da Kris Kristofferson e Fred Foster, eseguita da Janis Joplin
  - (I Never Promised You A) Rose Garden, scritta da Joe South, eseguita da Lynn Anderson
- 1973
  - The First Time Ever I Saw Your Face, scritta da Ewan MacColl, eseguita da Roberta Flack
  - Alone Again (Naturally), scritta e eseguita da Gilbert O'Sullivan
  - American Pie, scritta e eseguita da Don McLean
  - Song Sung Blue, scritta e eseguita da Neil Diamond
  - The Summer Knows, scritta da Alan Bergman, Marilyn Bergman e Michel Legrand, eseguita da Michel Legrand
- 1974
  - Killing Me Softly with His Song, scritta da Norman Gimbel e Charles Fox, eseguita da Roberta Flack
  - Behind Closed Doors, scritta da Kenny O'Dell, eseguita da Charlie Rich
  - You Are the Sunshine of My Life, scritta e eseguita da Stevie Wonder
  - You're So Vain, scritta e eseguita da Carly Simon
  - Tie A Yellow Ribbon Round The Ole Oak Tree, scritta da Irwin Levine e L. Russel Brown, eseguita da Tony Orlando and Dawn
- 1975
  - The Way We Were, scritta da Alan Bergman, Marilyn Bergman e Marvin Hamlisch, eseguita da Barbra Streisand
  - Feel Like Makin' Love, scritta da Gene McDaniels, eseguita da Roberta Flack
  - I Honestly Love You, scritta da Jeff Barry e Peter Allen, eseguita da Olivia Newton-John
  - Midnight At The Oasis, scritta da David Nichtern, eseguita da Maria Muldaur
  - You And Me Against The World, scritta da Paul Williams e Ken Ascher, eseguita da Helen Reddy
- 1976
  - Send in the Clowns, scritta da Stephen Sondheim, eseguita da Judy Collins
  - At Seventeen, scritta e eseguita da Janis Ian
  - Feelings, scritta e eseguita da Morris Albert
  - Love Will Keep Us Together, scritta da Neil Sedaka e Howard Greenfield, eseguita da Captain & Tennille
  - Rhinestone Cowboy, scritta da Larry Weiss, eseguita da Glen Campbell
- 1977
  - I Write The Songs, scritta da Bruce Johnston, eseguita da Barry Manilow
  - Afternoon Delight, scritta da Bill Danoff, eseguita dagli Starland Vocal Band
  - Breaking Up Is Hard To Do, scritta da Neil Sedaka e Howard Greenfield, eseguita da Neil Sedaka
  - This Masquerade, scritta da Leon Russell, eseguita da George Benson
  - The Wreck Of The Edmund Fitzgerald, scritta e eseguita da Gordon Lightfoot
- 1978
  - Evergreen (Love Theme from A Star Is Born), scritta da Barbra Streisand e Paul Williams, eseguita da Barbra Streisand
  - You Light Up My Life, scritta da Joe Brooks, eseguita da Debby Boone
  - Don't It Make My Brown Eyes Blue, scritta da Richard Leigh, eseguita da Crystal Gayle
  - Hotel California, scritta da Don Felder, Don Henley e Glenn Frey, eseguita dagli Eagles
  - Nobody Does It Better, scritta da Marvin Hamlisch e Carole Bayer Sager, eseguita da Carly Simon
  - Southern Nights, scritta da Allen Toussaint, eseguita da Glen Campbell
- 1979
  - Just the Way You Are, scritta e eseguita da Billy Joel
  - Stayin' Alive, scritta da Barry Gibb, Robin Gibb, Maurice Gibb, eseguita dai Bee Gees
  - Three Times a Lady, scritta da Lionel Richie, eseguita dai Commodores
  - You Don't Bring Me Flowers, scritta da Neil Diamond, Alan Bergman e Marilyn Bergman, eseguita da Neil Diamond e Barbra Streisand
  - You Needed Me, scritta da Randy Goodrum, eseguita da Anne Murray

### Anni 1980
- 1980

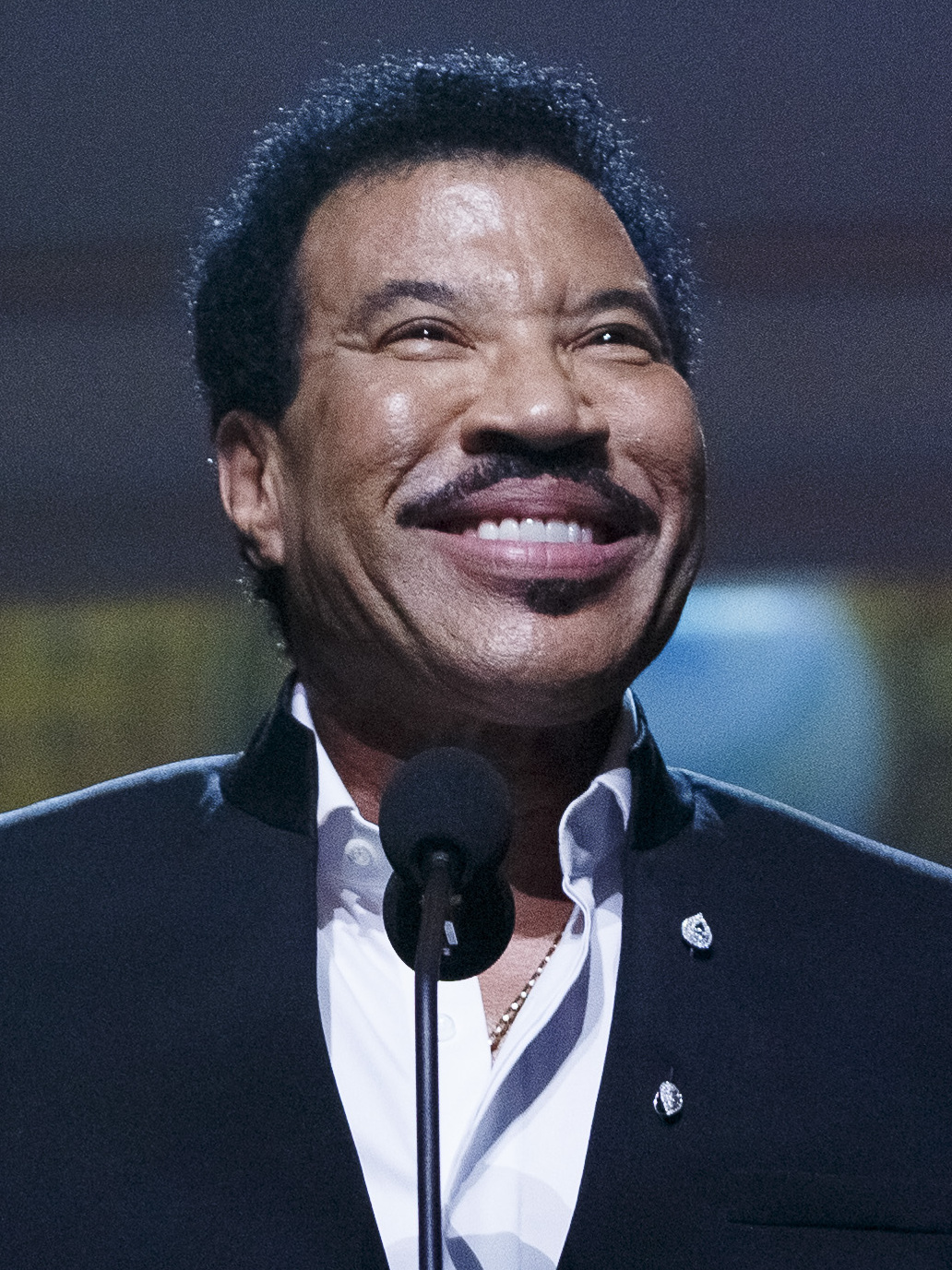
Lionel Richie ha vinto nel 1986 per il singolo di beneficenza We Are the World.

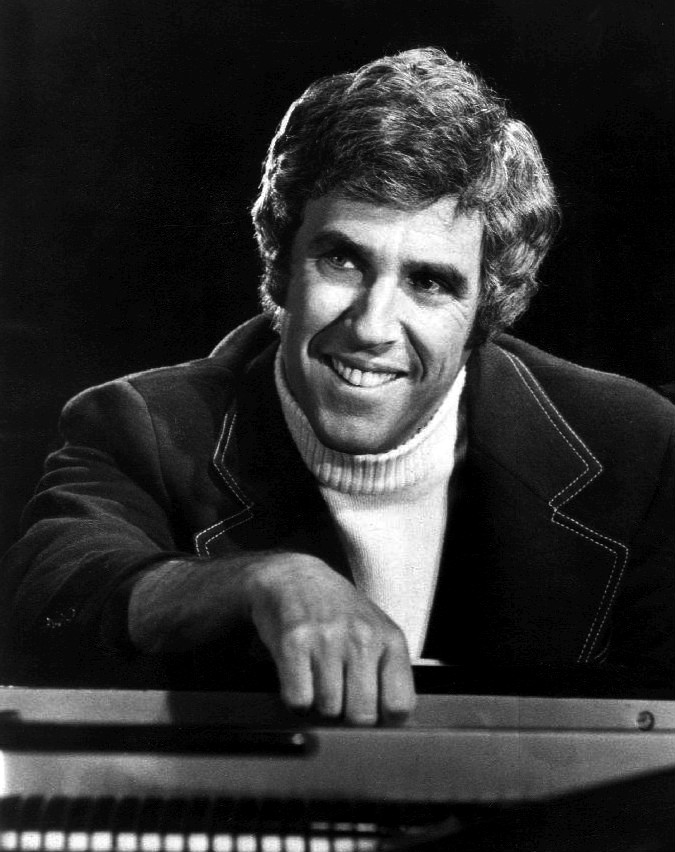
Burt Bacharach, vincitore nel 1987.

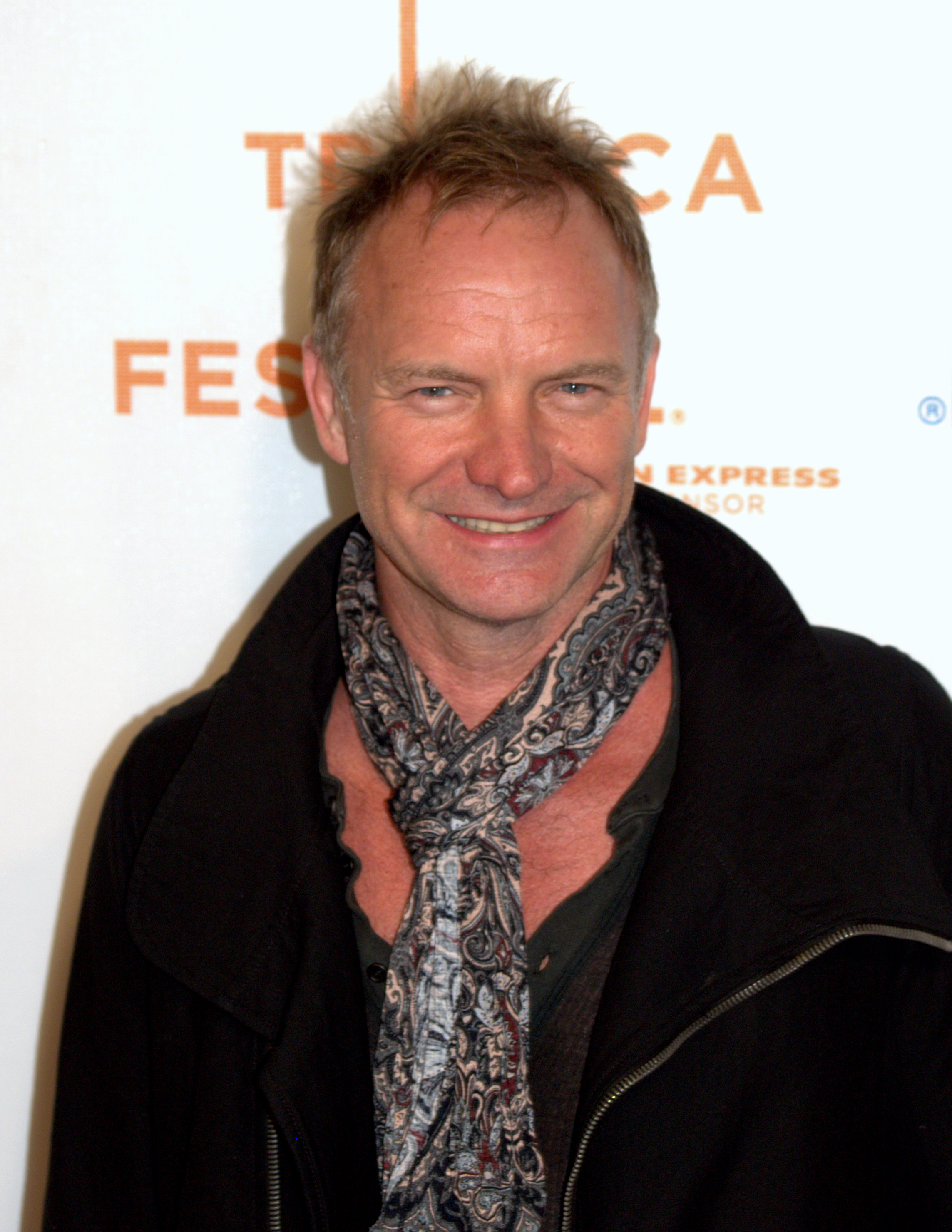
Sting, vincitore nel 1984.

  - What a Fool Believes, scritta da Kenny Loggins e Michael McDonald, eseguita dai The Doobie Brothers
  - After the Love Has Gone, scritta da David Foster, Jay Graydon e Bill Champlin, eseguita dagli Earth, Wind & Fire
  - Chuck E.'s In Love, scritta e eseguita da Rickie Lee Jones
  - Honesty, scritta e eseguita da Billy Joel
  - I Will Survive, scritta da Dino Fekaris e Freddie Perren, eseguita da Gloria Gaynor
  - Minute by Minute, scritta da Lester Abrams e Michael McDonald, eseguita dai The Doobie Brothers
  - Reunited, scritta da Dino Fekaris e Freddie Perren, eseguita da Peaches & Herb
  - She Believes In Me, scritta da Steve Gibb, eseguita da Kenny Rogers
- 1981
  - Sailing, scritta e eseguita da Christopher Cross
  - Fame, scritta da Michael Gore e Dean Pitchford, eseguita da Irene Cara
  - The Rose, scritta da Amanda McBroom, eseguita da Bette Midler
  - Lady, scritta da Lionel Richie, eseguita da Kenny Rogers
  - Theme from New York, New York, scritta da John Kander e Fred Ebb, eseguita da Frank Sinatra
  - Woman in Love, scritta da Barry Gibb e Robin Gibb, eseguita da Barbra Streisand
- 1982
  - Bette Davis Eyes, scritta da Donna Weiss e Jackie DeShannon, eseguita da Kim Carnes
  - Arthur's Theme (Best That You Can Do), scritta da Peter Allen, Burt Bacharach e Carole Bayer Sager, eseguita da Christopher Cross
  - Endless Love, scritta da Lionel Richie, eseguita da Diana Ross e Lionel Richie
  - Just the Two of Us, scritta da Bill Withers, William Salter e Ralph MacDonald, eseguita da Bill Withers e Grover Washington Jr.
  - 9 to 5, scritta e eseguita da Dolly Parton
- 1983
  - Always on My Mind, scritta da Johnny Christopher, Mark James e Wayne Carson, eseguita da Willie Nelson
  - Ebony and Ivory, scritta Paul McCartney, eseguita da Paul McCartney e Stevie Wonder
  - Rosanna, scritta da David Paich, eseguita dai Toto
  - Eye of the Tiger, scritta da Frankie Sullivan e Jim Peterik, eseguita dai Survivor
  - I.G.Y. (What a Beautiful World), scritta e eseguita da Donald Fagen
- 1984
  - Every Breath You Take, scritta da Sting, eseguita dai The Police
  - All Night Long (All Night), scritta e eseguita da Lionel Richie
  - Beat It, scritta e eseguita da Michael Jackson
  - Billie Jean, scritta e eseguita da Michael Jackson
  - Maniac, scritta da Michael Sembello e Dennis Matkosky, eseguita da Michael Sembello
- 1985
  - What's Love Got to Do with It, scritta da Graham Lyle e Terry Britten, eseguita da Tina Turner
  - Against All Odds (Take a Look at Me Now), scritta e eseguita da Phil Collins
  - Hello, scritta e eseguita da Lionel Richie
  - I Just Called to Say I Love You, scritta e eseguita da Stevie Wonder
  - Time After Time, scritta da Cyndi Lauper e Rob Hyman, eseguita da Cyndi Lauper
- 1986
  - We Are the World, scritta da Michael Jackson e Lionel Richie, eseguita dagli USA for Africa
  - Money for Nothing, scritta da Mark Knopfler e Sting, eseguita dai Dire Straits
  - The Boys of Summer, scritta da Don Henley e Mike Campbell, eseguita da Don Henley
  - Everytime You Go Away, scritta da Daryl Hall, eseguita da Paul Young
  - I Want to Know What Love Is, scritta da Mick Jones, eseguita dai Foreigner
- 1987
  - That's What Friends Are For, scritta da Burt Bacharach e Carole Bayer Sager, eseguita da Dionne Warwick & Friends (Elton John, Gladys Knight e Stevie Wonder)
  - Sledgehammer, scritta e eseguita da Peter Gabriel
  - Addicted to Love, scritta e eseguita da Robert Palmer
  - Higher Love, scritta da Steve Winwood e Will Jennings, eseguita da Steve Winwood
  - Graceland, scritta e eseguita da Paul Simon
- 1988
  - Somewhere Out There, scritta da James Horner, Barry Mann e Cynthia Weil, eseguita da Linda Ronstadt e James Ingram
  - La Bamba, scritta da Ritchie Valens, eseguita dai Los Lobos
  - I Still Haven't Found What I'm Looking For, scritta da Adam Clayton, David Evans, Larry Mullen, Paul Hewson, eseguita dagli U2
  - Luka, scritta e eseguita da Suzanne Vega
  - Didn't We Almost Have It All, scritta da Michael Masser e Will Jennings, eseguita da Whitney Houston
- 1989
  - Don't Worry, Be Happy, scritta e eseguita da Bobby McFerrin
  - Giving You the Best That I Got, scritta da Anita Baker, Skip Scarborough e Randy Holland, eseguita da Anita Baker
  - Fast Car, scritta e eseguita da Tracy Chapman
  - Be Still My Beating Heart, scritta e eseguita da Sting
  - Piano in the Dark, scritta da Brenda Russell, Jeff Hall e Scott Cutler, eseguita da Brenda Russell

### Anni 1990
- 1990

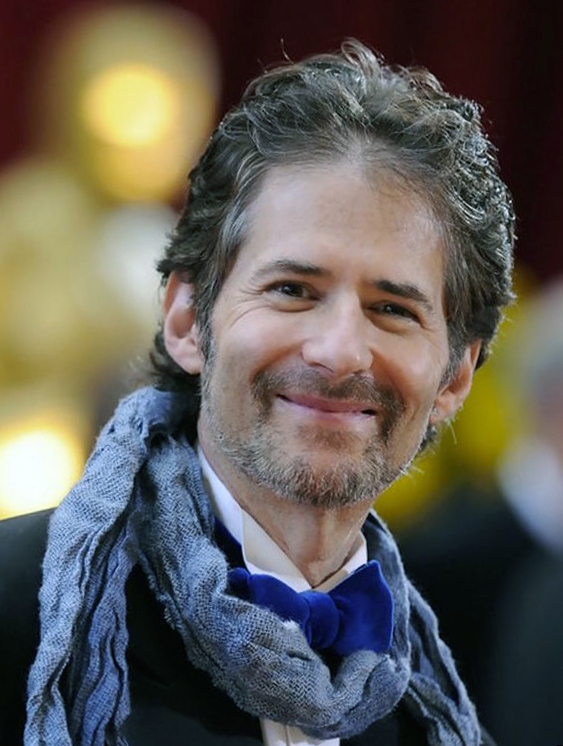
James Horner ha vinto il premio 2 volteː nel 1988 e nel 1999.

  - Wind Beneath My Wings, scritta da Larry Henley e Jeff Sibar, eseguita da Bette Midler
  - Don't Know Much, scritta da Barry Mann, Cynthia Weil e Tom Snow, eseguita da Linda Ronstadt
  - The End of the Innocence, scritta da Don Henley e Bruce Hornsby, eseguita da Don Henley
  - We Didn't Start the Fire, scritta e eseguita da Billy Joel
  - The Living Years, scritta da Mike Rutherford e B. A. Robertson, eseguita da Mike + The Mechanics
- 1991
  - From a Distance, scritta da Julie Gold, eseguita da Bette Midler
  - Vision of Love, scritta da Mariah Carey e Ben Margulies, eseguita da Mariah Carey
  - Another Day in Paradise, scritta e eseguita da Phil Collins
  - Nothing Compares 2 U, scritta da Prince, eseguita da Sinéad O'Connor
  - Hold On, scritta da Chynna Phillips, Glen Ballard e Carnie Wilson, eseguita dalle Wilson Phillips
- 1992
  - Unforgettable, scritta da Irving Gordon, eseguita da Natalie Cole con Nat King Cole
  - (Everything I Do) I Do It For You, scritta da Bryan Adams, Robert John "Mutt" Lange e Michael Kamen, eseguita da Bryan Adams
  - Baby Baby, scritta da Amy Grant e Keith Thomas, eseguita da Amy Grant
  - Losing My Religion, scritta da Bill Berry, Peter Buck, Mike Mills e Michael Stipe, eseguita dai R.E.M.
  - Walking in Memphis, scritta e eseguita da Marc Cohn
- 1993
  - Tears in Heaven, scritta da Eric Clapton e Will Jennings, eseguita da Eric Clapton
  - Achy Breaky Heart, scritta da Don Von Tress, eseguita da Billy Ray Cyrus
  - Beauty and the Beast, scritta da Alan Menken e Howard Ashman, eseguita da Céline Dion e Peabo Bryson
  - Constant Craving, scritta da K.d. lang e Ben Mink, eseguita da K.d. Lang
  - Save the Best for Last, scritta da Wendy Waldman, Jon Lind e Phil Galdston, eseguita da Vanessa L. Williams
- 1994
  - A Whole New World, scritta da Alan Menken e Tim Rice, eseguita da Peabo Bryson e Regina Belle
  - The River of Dreams, scritta e eseguita da Billy Joel
  - I'd Do Anything for Love (But I Won't Do That), scritta da Jim Steinman, eseguita da Meat Loaf
  - If I Ever Lose My Faith in You, scritta e eseguita da Sting
  - Harvest Moon, scritta e eseguita da Neil Young
- 1995
  - Streets of Philadelphia, scritta e eseguita da Bruce Springsteen
  - All I Wanna Do, scritta da David Baerwald, Bill Bottrell, Wyn Cooper, Sheryl Crow e Kevin Gilbert, eseguita da Sheryl Crow
  - Can You Feel the Love Tonight, scritta da Elton John e Tim Rice, eseguita da Elton John
  - Circle of Life, scritta da Elton John e Tim Rice, eseguita da Elton John
  - I Swear, scritta da Gary Baker e Frank J. Myers, eseguita da John Michael Montgomery e gli All-4-One
- 1996
  - Kiss from a Rose, scritta e eseguita da Seal
  - One of Us, scritta da Eric Brazilian, eseguita da Joan Osborne
  - I Can Love You Like That, scritta da Maribeth Derry, Sam Diamond e Jennifer Kimball, eseguita da John Michael Montgomery e gli All-4-One
  - You Are Not Alone, scritta da R. Kelly, eseguita da Michael Jackson
  - You Oughta Know, scritta da Glen Ballard e Alanis Morissette, eseguita da Alanis Morissette
- 1997
  - Change the World, scritta da Gordon Kennedy, Wayne Kirkpatrick, Tommy Sins, eseguita da Eric Clapton
  - Give Me One Reason, scritta e eseguita da Tracy Chapman
  - Because You Loved Me, scritta da Diane Warren, eseguita da Céline Dion
  - Blue, scritta da Bill Mack, eseguita da LeAnn Rimes
  - Exhale (Shoop Shoop), scritta da Kenneth "Babyface" Edmonds, eseguita da Whitney Houston
- 1998
  - Sunny Came Home, scritta da Shawn Colvin e John Leventhal, eseguita da Shawn Colvin
  - Don't Speak, scritta da Eric Stefani e Gwen Stefani, eseguita dai No Doubt
  - How Do I Live, scritta da Diane Warren, eseguita da LeAnn Rimes e Trisha Yearwood
  - Where Have All the Cowboys Gone?, scritta e eseguita da Paula Cole
  - I Believe I Can Fly, scritta e eseguita da R. Kelly
- 1999
  - My Heart Will Go On, scritta da James Horner e Will Jennings, eseguita da Céline Dion
  - I Don't Want to Miss a Thing, scritta da Diane Warren, eseguita dagli Aerosmith
  - Iris, scritta da John Rzeznik, eseguita dai Goo Goo Dolls
  - Lean On Me, scritta e eseguita da Kirk Franklin
  - You're Still the One, scritta da Robert Lange e Shania Twain, eseguita da Shania Twain

### Anni 2000
- 2000

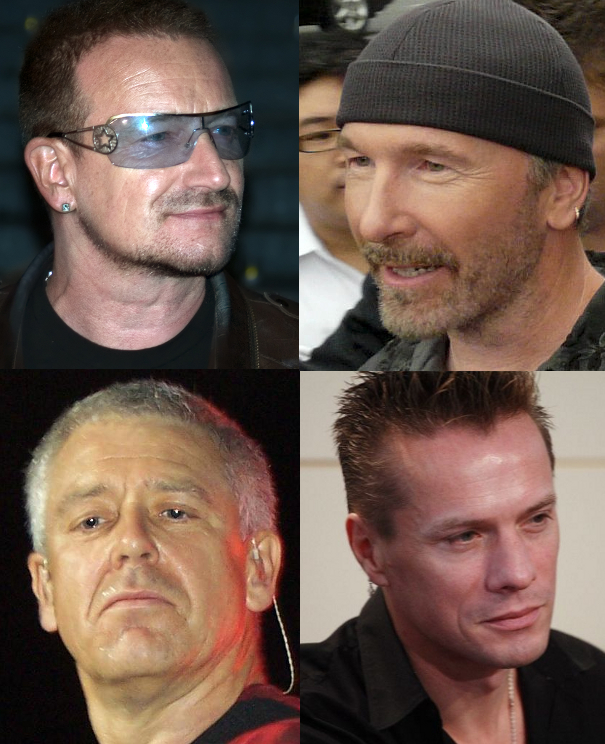
U2 hanno vinto 2 volte in questa categoriaː nel 2001 e nel 2006.

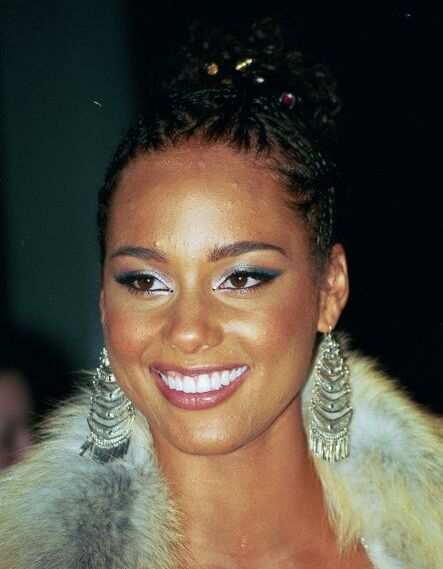
Alicia Keys è stata la prima artista donna a vincere sia nella categoria che nella sezione miglior artista esordiente nel 2002.

  - Smooth, scritta da Itaal Shur e Rob Thomas, eseguita dai Santana e Rob Thomas
  - I Want It That Way, scritta da Andreas Carlsson e Max Martin, eseguita dai Backstreet Boys
  - Livin' la vida loca, scritta da Desmond Child e Dräco Rosa, eseguita da Ricky Martin
  - Unpretty, scritta da Dallas Austin e Tionne Watkins, eseguita da TLC
  - You've Got a Way, scritta da Robert Lange e Shania Twain, eseguita da Shania Twain
- 2001
  - Beautiful Day, scritta e eseguita dagli U2
  - Say My Name, scritta da Beyoncé, Darkchild, LaShawn Daniels, Fred Jerkins III, Le Toya Luckett, LaTavia Roberson & Kelly Rowland, eseguita da Destiny's Child
  - I Try, scritta da Macy Gray, Jinsoo Lim, Jeremy Ruzumna e David Wilder, eseguita da Macy Gray
  - Breathe, scritta da Stephanie Bentley e Holly Lamar, eseguita da Faith Hill
  - I Hope You Dance, scritta da Mark Sanders e Tia Sillers, eseguita da Lee Ann Womack
- 2002
  - Fallin', scritta e eseguita da Alicia Keys
  - Video, scritta da India.Arie, Carlos "Six July" Broady & Shannon Sanders, eseguita da India.Arie
  - Drops of Jupiter, scritta da Charlie Colon, Rob Hotchkiss, Patrick Monahan, Jimmy Stafford e Scott Underwood, eseguita dai Train
  - Stuck in a Moment You Can't Get Out Of, scritta e eseguita dagli U2
  - I'm Like a Bird, scritta e eseguita da Nelly Furtado
- 2003
  - Don't Know Why, scritta da Jesse Harris, eseguita da Norah Jones
  - A Thousand Miles, scritta e eseguita da Vanessa Carlton
  - Complicated, scritta da Avril Lavigne & The Matrix, eseguita da Avril Lavigne
  - The Rising, scritta e eseguita da Bruce Springsteen
  - Where Were You (When the World Stopped Turning), scritta e eseguita da Alan Jackson
- 2004
  - Dance with My Father, scritta da Luther Vandross e Richard Marx, eseguita da Luther Vandross
  - Beautiful, scritta da Linda Perry, eseguita da Christina Aguilera
  - I'm with You, scritta da Avril Lavigne e The Matrix, eseguita da Avril Lavigne
  - Keep Me in Your Heart, scritta da Jorge Calderón e Warren Zevon, eseguita da Warren Zevon
  - Lose Yourself, scritta da Jeff Bass, Eminem e Luis Resto, eseguita da Eminem
- 2005
  - Daughters, scritta e eseguita da John Mayer
  - If I Ain't Got You, scritta e eseguita da Alicia Keys
  - Jesus Walks, scritta da Kanye West e Rhymefest, eseguita da Kanye West
  - Live Like You Were Dying, scritta da Tim Nichols & Craig Wiseman, eseguita da Tim McGraw
  - The Reason, scritta e eseguita dagli Hoobastank
- 2006
  - Sometimes You Can't Make It on Your Own, scritta ed eseguita dagli U2
  - We Belong Together, scritta da Johntá Austin, Babyface, Mariah Carey, Jermaine Dupri, Manuel Seal, Jr., Darnell Bristol, Sid Johnson, Patrick Moten, Sandra Sully e Bobby Womacke, eseguita da Mariah Carey
  - Bless the Broken Road, scritta da Bobby Boyd, Jeff Hanna e Marcus Hummon, eseguita dai Rascal Flatts
  - Devils & Dust, scritta e eseguita da Bruce Springsteen
  - Ordinary People, scritta da John Legend e will.i.am, eseguita da John Legend
- 2007
  - Not Ready to Make Nice, scritta da Dixie Chicks e Dan Wilson, eseguita da Dixie Chicks
  - Be Without You scritta da Johntá Austin, Mary J. Blige, Bryan-Michael Cox e Jason Perry, eseguita da Mary J. Blige
  - You're Beautiful scritta da James Blunt, Amanda Ghost e Sacha Skarbek, eseguita da James Blunt
  - Put Your Records On scritta da John Beck, Steve Chrisanthou e Corinne Bailey Rae, eseguita da Corinne Bailey Rae
  - Jesus, Take the Wheel scritta da Brett James, Hillary Lindsey e Gordie Sampson, eseguita da Carrie Underwood
- 2008
  - Rehab scritta e eseguita da Amy Winehouse
  - Before He Cheats scritta da Josh Kear e Chris Tompkins, eseguita da Carrie Underwood
  - Hey There Delilah scritta da Tom Higgenson, eseguita dai Plain White T's
  - Like a Star scritta e eseguita da Corinne Bailey Rae
  - Umbrella scritta da Kuk Harrell, Jay-Z, Christopher Stewart e The-Dream, eseguita da Rihanna con Jay-Z
- 2009
  - Viva la vida, scritta e eseguita dai Coldplay
  - American Boy, scritta da Estelle, Keith Harris, John Legend, Josh Lopez, Caleb Speir, Kanye West e will.i.am, eseguita da Estelle con Kanye West
  - Chasing Pavements, scritta da Adele ed Eg White, eseguita da Adele
  - I'm Yours, scritta e eseguita da Jason Mraz
  - Love Song, scritta e eseguita da Sara Bareilles

### Anni 2010
- 2010[1]

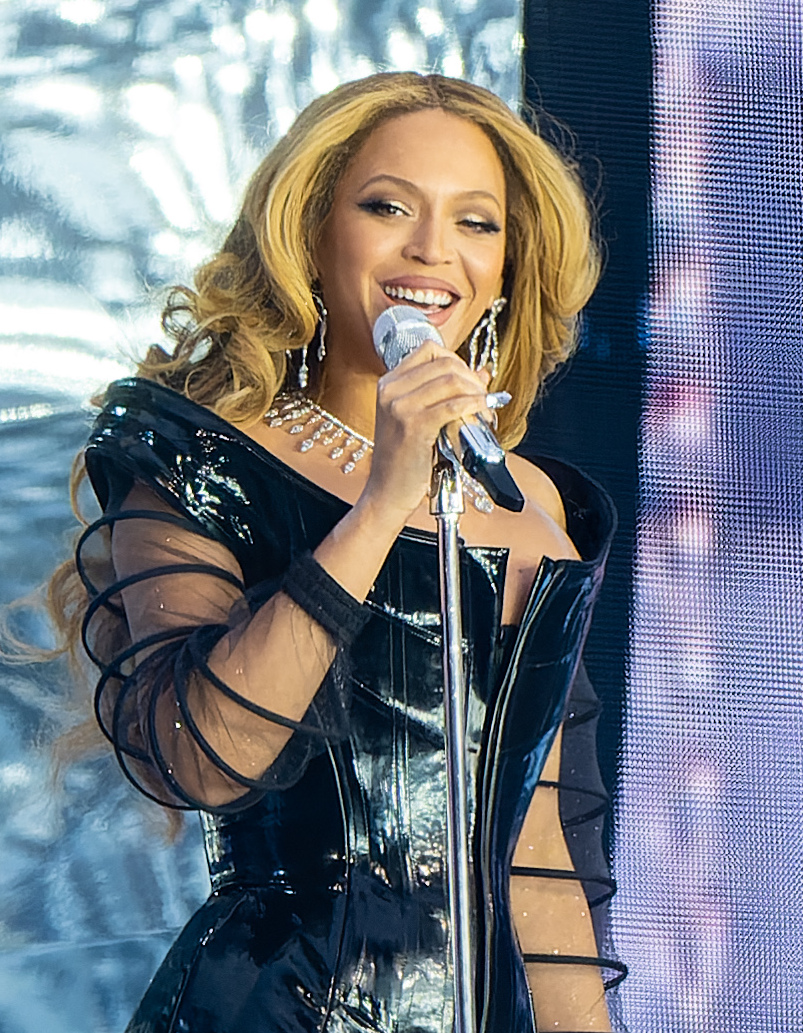
Beyoncé, vincitrice nel 2010.

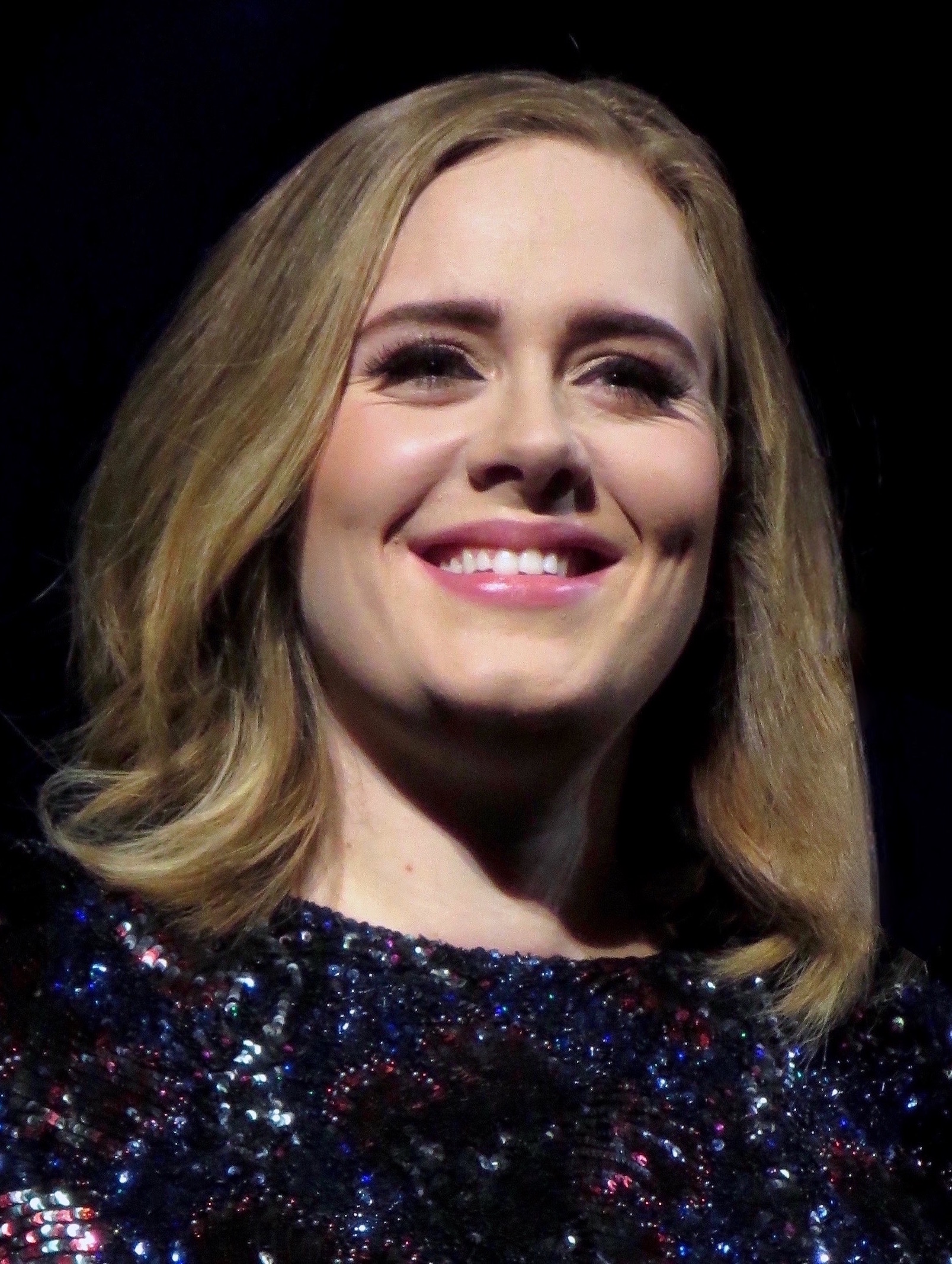
Adele, vincitrice nel 2012 e nel 2017.

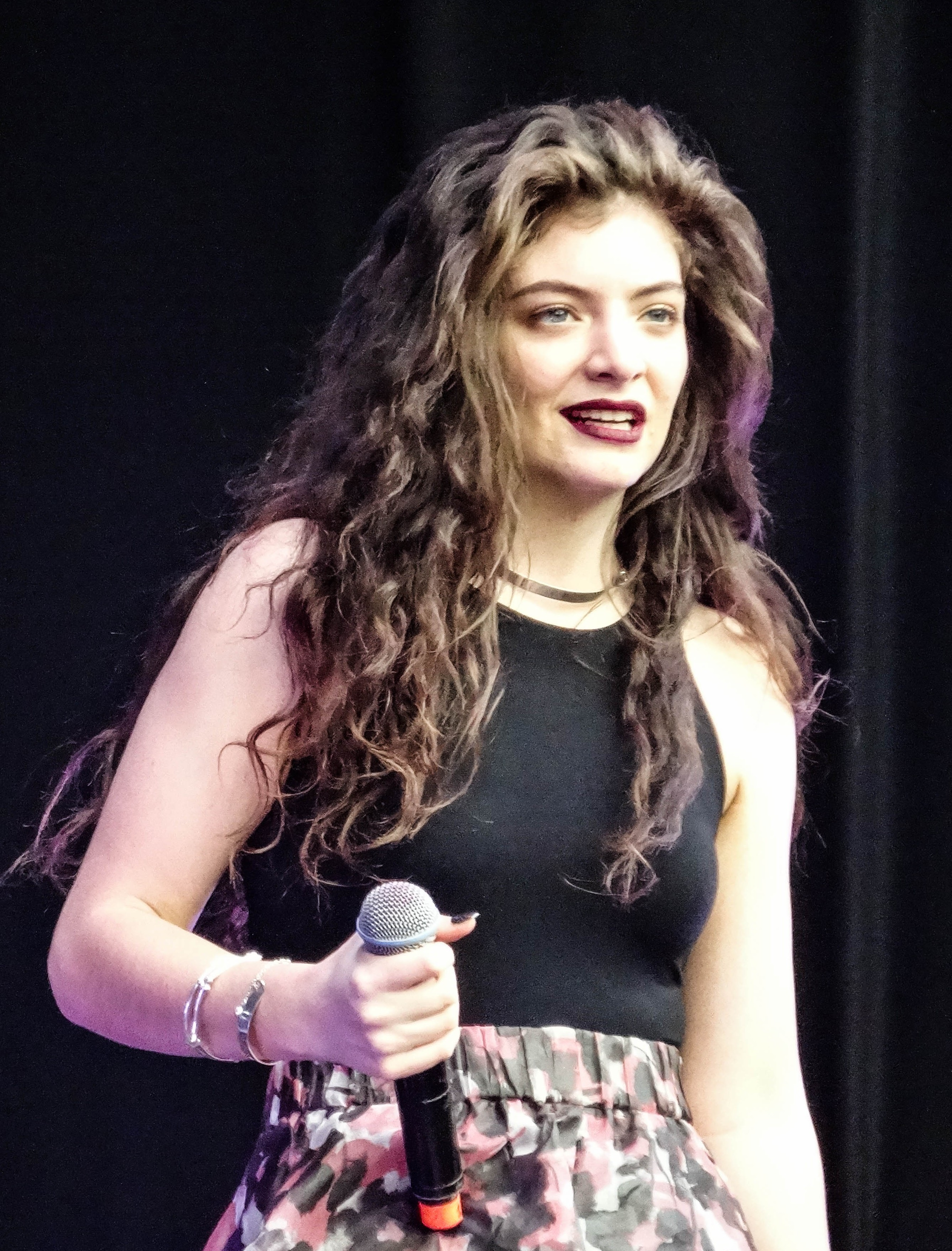
Lorde è l'artista più giovane a vincere nella categoria a 17 anni nel 2014 con Royals.

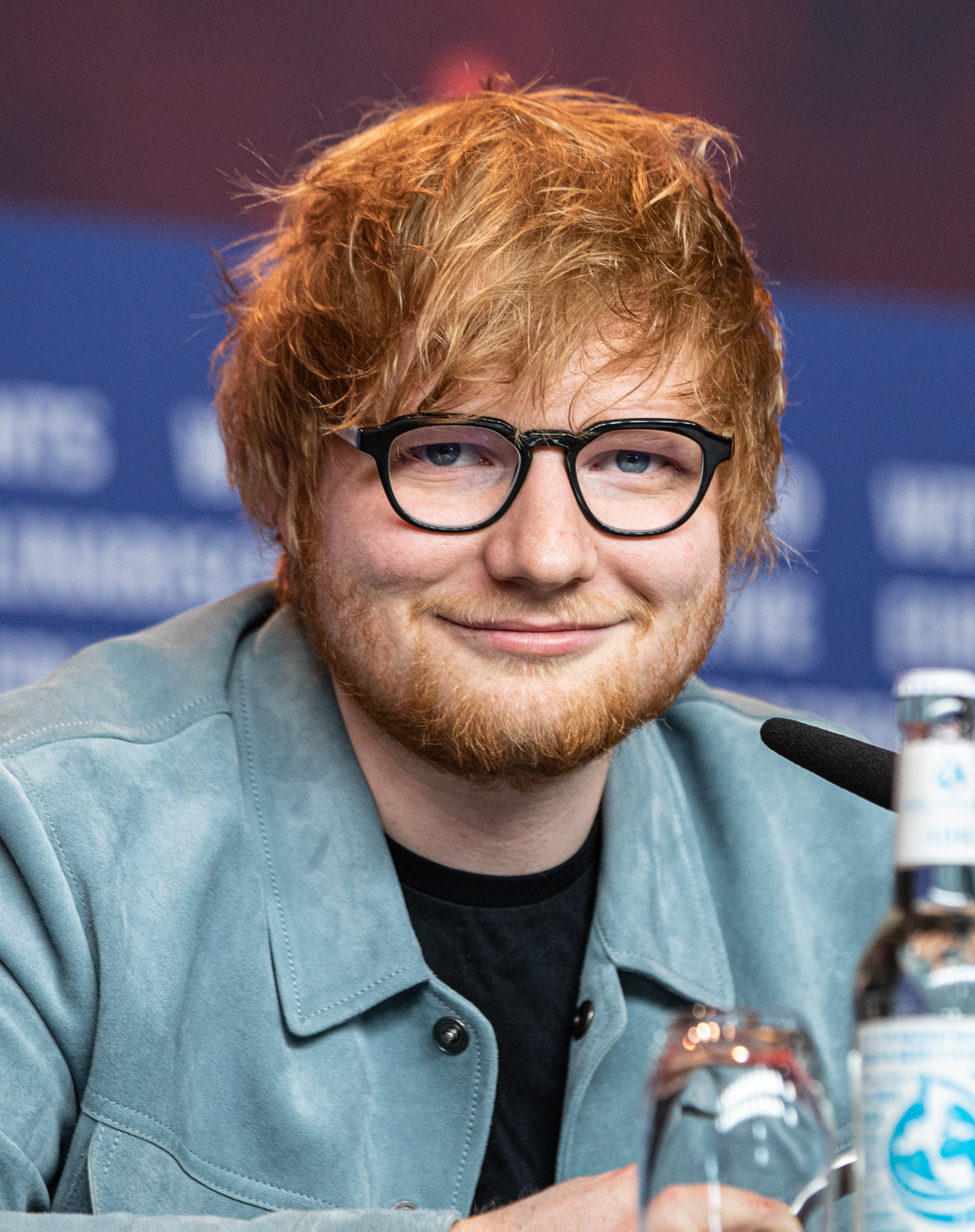
Ed Sheeran, vincitore nel 2016.

  - Single Ladies (Put a Ring on It), scritta da Kuk Harrell, Beyoncé, Terius Nash e Christopher Stewart, eseguita da Beyoncé
  - Poker Face, scritta da Lady Gaga e RedOne, eseguita da Lady Gaga
  - Pretty Wings, scritta da Hot David e Maxwell, eseguita da Maxwell
  - Use Somebody, scritta da Caleb Followill, Jared Followill, Matthew Followill e Nathan Followill, eseguita dai Kings of Leon
  - You Belong with Me, scritta da Liz Rose e Taylor Swift, eseguita da Taylor Swift
- 2011[2]
  - Need You Now, scritta da Dave Haywood, Josh Kear, Charles Kelley & Hillary Scott, eseguita da Lady Antebellum
  - Beg Steal or Borrow, scritta e eseguita da Ray LaMontagne
  - Fuck You!, scritta da Cee Lo Green, Phillip Lawrence, & Bruno Mars, eseguita da Cee Lo Green
  - The House That Built Me, scritta da Tom Douglas e Allen Shamblin, eseguita da Miranda Lambert
  - Love the Way You Lie, scritta da Alexander Grant, Holly Hafferman e Eminem, eseguita da Eminem con Rihanna
- 2012
  - Rolling in the Deep, scritta da Adele e Paul Epworth, eseguita da Adele
  - All of the Lights, scritta da Jeff Bhasker, Malik Jones, Warren Trotter e Kanye West, eseguita da Kanye West, Rihanna, Kid Cudi e Fergie
  - The Cave, scritta da Ted Dwane, Ben Lovett, Marcus Mumford e Country Winston, eseguita da Mumford & Sons
  - Grenade, scritta da Brody Brown, Claude Kelly, Philip Lawrence, Ari Levine, Bruno Mars e Andrew Wyatt, eseguita da Bruno Mars
  - Holocene, scritta da Justin Vernon, eseguita dai Bon Iver
- 2013
  - We Are Young, scritta da Nate Ruess, Jack Antonoff, Jeff Bhasker e Andrew Dost, eseguita da fun. e Janelle Monáe
  - The A Team, scritta e eseguita da Ed Sheeran
  - Adorn, scritta e eseguita da Miguel
  - Call Me Maybe, Tavish Crowe, Josh Ramsay e Carly Rae Jepsen, eseguita da Carly Rae Jepsen
  - Stronger (What Doesn't Kill You), scritta da Jörgen Elofsson, David Gamson, Greg Kurstin & Ali Tamposi, eseguita da Kelly Clarkson
- 2014
  - Royals, scritta da Lorde e Joel Little, eseguita da Lorde
  - Just Give Me a Reason, scritta da Pink, Jeff Brasker e Nate Ruess, eseguita da Pink e Nate Ruess
  - Locked Out of Heaven, scritta da Bruno Mars, Philip Lawrence e Ari Levine, eseguita da Bruno Mars
  - Roar, scritta da Katy Perry, Lukasz Gottwald, Max Martin, Bonnie McKee e Henry Walter, eseguita da Katy Perry
  - Same Love, scritta da Macklemore, Ryan Lewis, Mary Lambert e Curtis Mayfield, eseguita da Macklemore, Ryan Lewis e Mary Lambert
- 2015
  - Stay with Me (Darkchild version), scritta da James Napier, William Phillips e Sam Smith, eseguita da Sam Smith
  - Take Me to Church, scritta e eseguita da Hozier
  - Chandelier, scritta da Sia e Jesse Shatkin, eseguita da Sia
  - Shake It Off, scritta da Max Martin, Shellback e Taylor Swift, eseguita da Taylor Swift
  - All About That Bass, scritta da Kevin Kadish e Meghan Trainor, eseguita da Meghan Trainor
- 2016
  - Thinking Out Loud, scritta da Ed Sheeran e Amy Wadge, eseguita da Ed Sheeran
  - Alright, scritta Kendrick Lamar, Mark Anthony Spears e Pharrell Williams, eseguita da Kendrick Lamar
  - Blank Space, scritta da Max Martin, Shellback e Taylor Swift, eseguita da Taylor Swift
  - Girl Crush, scritta da Hillary Lindsey, Lori McKenna e Liz Rose, eseguita da Little Big Town
  - See You Again, scritta da Andrew Cedar, Justin Franks, Charles Puth e Cameron Thomaz, eseguita da Wiz Khalifa e Charlie Puth
- 2017[3]
  - Hello, scritta da Adele e Greg Kurstin, eseguita da Adele
  - Formation, scritta da Khalif Brown, Asheton Hogan, Beyoncé e Michael L. Williams II, eseguita da Beyoncé
  - I Took a Pill in Ibiza, scritta e eseguita da Mike Posner
  - Love Yourself, scritta da Justin Bieber, Benjamin Levin ed Ed Sheeran, eseguita da Justin Bieber
  - 7 Years, scritta da Lukas Forchhammer, Stefan Forrest, Morten Pilegaard e Morten Ristorp, eseguita da Lukas Graham
- 2018[4]
  - That's What I Like, scritta da Christopher Brody Brown, James Fauntleroy, Philip Lawrence, Bruno Mars, Ray Charles McCullough II, Jeremy Reeves, Ray Romulus, Jonathan Yip, eseguita da Bruno Mars
  - Despacito, scritta da Daddy Yankee, Justin Bieber, Jason Boyd, Erika Ender, Luis Fonsi e Marty James Garton Jr, eseguita da Luis Fonsi, Daddy Yankee ft. Justin Bieber
  - 4:44, scritta da Jay-Z e Dion Wilson, eseguita da Jay-Z
  - Issues, scritta da Benny Blanco, Mikkel Storleer Eriksen, Tor Erik Hermansen, Julia Michaels e Justin Drew Tranter, eseguita da Julia Michaels
  - 1-800-273-8255, scritta da Alessia Caracciolo, Sir Robert Bryson Hall II, Arjun Ivatury, Khalid Robinson ed Andrew Taggart, eseguita da Logic ft. Alessia Cara e Khalid
- 2019[5]
  - This Is America, scritta da Donald Glover e Ludwig Göransson, eseguita da Childish Gambino
  - All the Stars, scritta da Kendrick Lamar, SZA, Al Shuckburg, Mark Spears e Anthony Tiffith, eseguita da Kendrick Lamar e SZA
  - Boo'd Up, scritta da Larrance Dopson, Joelle James, Ella Mai e Dijon McFarlane, eseguita da Ella Mai
  - God's Plan, scritta da Drake, Daveon Jackson, Brock Korsan, Ron LaTour, Matthew Samuels e Noah Shebib, eseguita da Drake
  - In My Blood, scritta da Teddy Geiger, Scott Harris, Shawn Mendes e Geoffrey Warburton, eseguita da Shawn Mendes
  - The Joke, scritta da Brandi Carlile, Dave Cobb, Phil Hanseroth e Tim Hanseroth, eseguita da Brandi Carlile
  - The Middle, scritta da Sarah Aarons, Jordan K. Johnson, Stefan Johnson, Marcus Lomax, Kyle Trewartha, Michael Trewartha e Anton Zaslavski, eseguita da Zedd, Maren Morris e Grey
  - Shallow, scritta da Lady Gaga, Mark Ronson, Anthony Rossomando e Andrew Wyatt, eseguita da Lady Gaga e Bradley Cooper

### Anni 2020
- 2020[6]

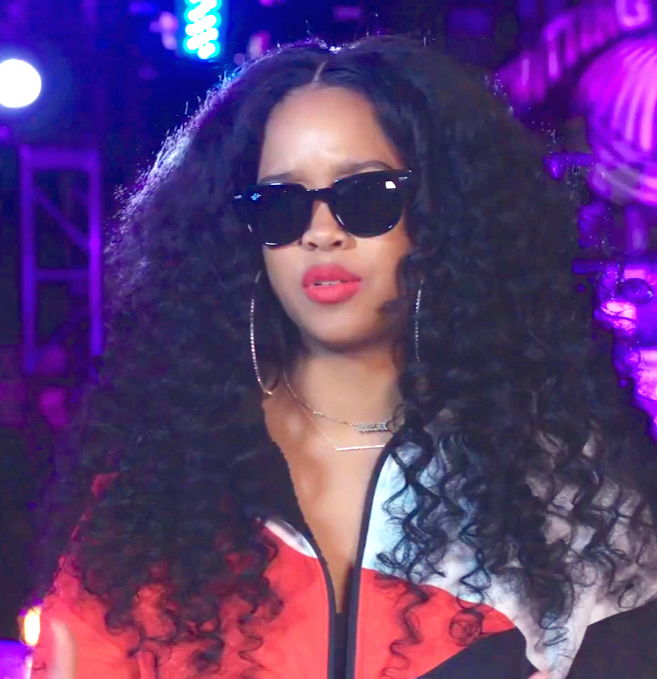
H.E.R., vincitrice nel 2021.

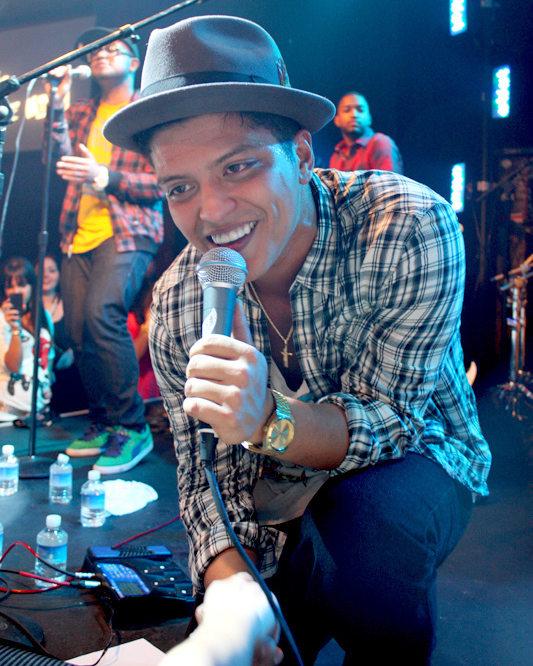
Bruno Mars, vincitore nel 2018 e nel 2022.

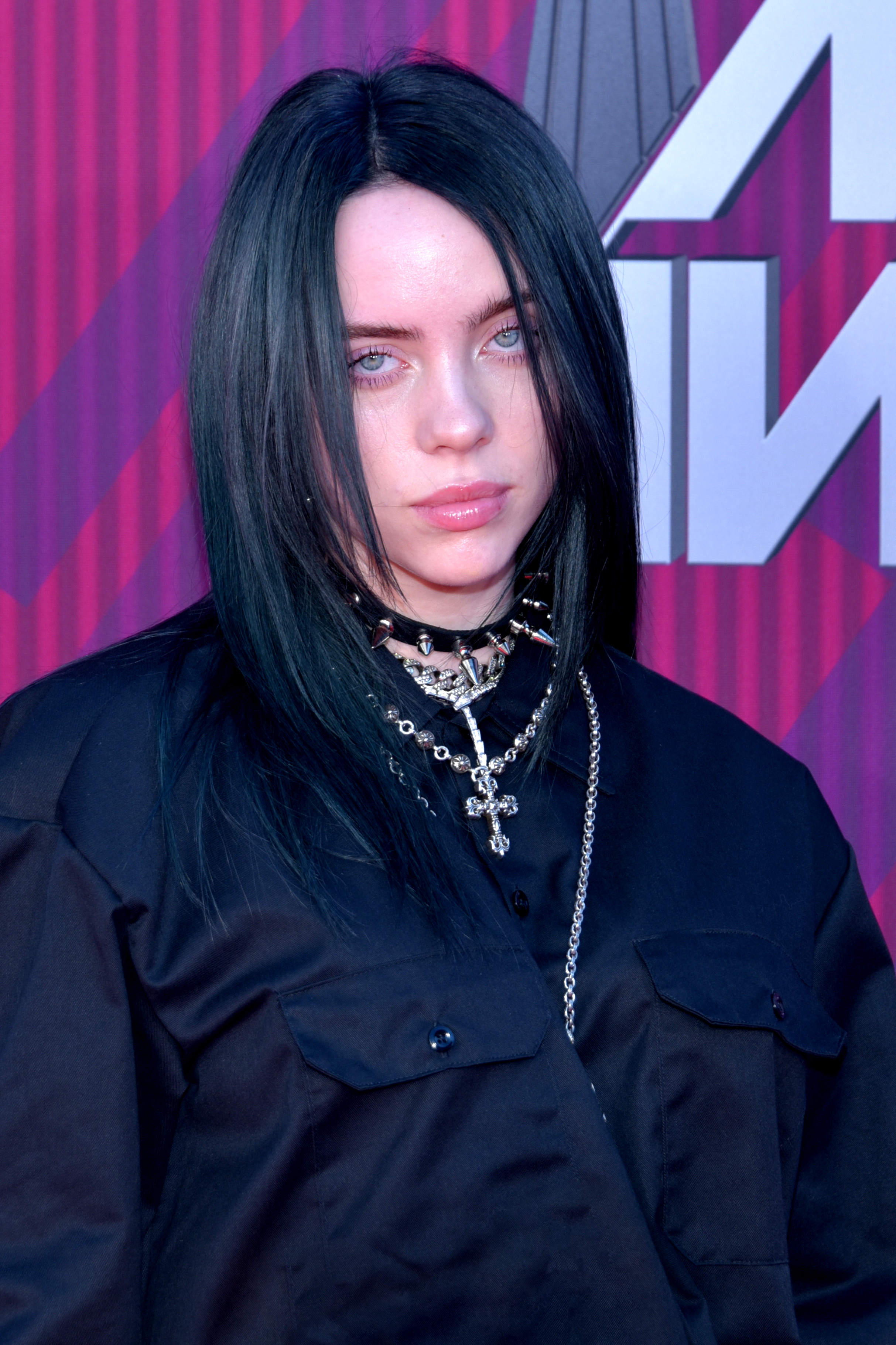
Billie Eilish, vincitrice nel 2020 e nel 2024.

  - Bad Guy, scritta da Billie Eilish e Finneas O'Connell, eseguita da Billie Eilish
  - Always Remember Us This Way, scritta da Natalie Hemby, Lady Gaga, Hillary Lindsey e Lori McKenna, eseguita da Lady Gaga
  - Bring My Flowers Now, scritta da Brandi Carlile, Phil Hanseroth, Tim Hanseroth e Tanya Tucker, eseguita da Tanya Tucker
  - Hard Place, scritta da Ruby Amanfu, Sam Ashworth, D. Arcelious Harris, H.E.R. e Rodney Jerkins, eseguita da H.E.R.
  - Lover, scritta e eseguita da Taylor Swift
  - Norman Fucking Rockwell, scritta da Jack Antonoff e Lana Del Rey, eseguita da Lana Del Rey
  - Someone You Loved, scritta da Tom Barnes, Lewis Capaldi, Pete Kelleher, Benjamin Kohn e Sam Roman, eseguita da Lewis Capaldi
  - Truth Hurts, scritta da Steven Cheung, Eric Frederic, Melissa Jefferson e Jesse Saint John, eseguita da Lizzo
- 2021[7]
  - I Can't Breathe, scritta da Dernst Emile II, H.E.R. e Tiara Thomas, eseguita da H.E.R.
  - Black Parade, scritta da Denisia Andrews, Beyoncé, Stephen Bray, Jay-Z, Brittany Coney, Derek James Dixie, Akil King, Kim "Kaydence" Krysiuk e Rickie "Caso" Tice, eseguita da Beyoncé
  - The Box, scritta da Samuel Gloade e Roddy Ricch, eseguita da Roddy Ricch
  - Cardigan, scritta da Aaron Dessner e Taylor Swift, eseguita da Taylor Swift
  - Circles, scritta da Louis Bell, Adam Feeney, Kaan Gunesberk, Post Malone e Billy Walsh, eseguita da Post Malone
  - Don't Start Now, scritta da Caroline Ailin, Ian Kirkpatrick, Dua Lipa e Emily Warren, eseguita da Dua Lipa
  - Everything I Wanted, scritta da Billie Eilish e Finneas O'Connell, eseguita da Billie Eilish
  - If The World Was Ending, scritta da Julia Michaels e JP Saxe, eseguita da JP Saxe feat. Julia Michaels
- 2022
  - Leave the Door Open, scritta da Anderson Paak, Christopher Brody Brown, Dernst Emile II e Bruno Mars, eseguita da Silk Sonic
  - Bad Habits, scritta da Fred Gibson, Johnny McDaid ed Ed Sheeran, eseguita da Ed Sheeran
  - A Beautiful Noise, scritta da Ruby Amanfu, Brandi Carlile, Brandy Clark, Alicia Keys, Hillary Lindsey, Lori McKenna, Linda Perry e Hailey Whitters, eseguita da Alicia Keys e Brandi Carlile
  - Drivers License, scritta da Daniel Nigro e Olivia Rodrigo, eseguita da Olivia Rodrigo
  - Fight for You, scritta da Dernst Emile II, H.E.R. e Tiara Thomas, eseguita da H.E.R.
  - Happier than Ever, scritta da Billie Eilish e Finneas O'Connell, eseguita da Billie Eilish
  - Kiss Me More, scritta da Rogét Chahayed, Amala Zandile Dlamini, Lukasz Gottwald, Carter Lang, Gerard A. Powell II, Solána Rowe e David Sprecher, eseguita da Doja Cat feat. SZA
  - Montero (Call Me by Your Name), scritta da Denzel Baptiste, David Biral, Omer Fedi, Montero Hill and Roy Lenzo, eseguita da Lil Nas X
  - Peaches, scritta da Louis Bell, Justin Bieber, Giveon Dezmann Evans, Bernard Harvey, Felisha "Fury" King, Matthew Sean Leon, Luis Manuel Martinez Jr., Aaron Simmonds, Ashton Simmonds, Andrew Wotman e Keavan Yazdani, eseguita da Justin Bieber feat. Daniel Caesar e Giveon
  - Right on Time, scritta da Brandi Carlile, Dave Cobb, Phil Hanseroth e Tim Hanseroth, eseguita da Brandi Carlile
- 2023[8]
  - Just Like That..., scritta ed eseguita da Bonnie Raitt
  - ABCDEFU, scritta da Sara Davis, Gayle e Dave Pittenger, eseguita da Gayle
  - About Damn Time, scritta da Lizzo, Eric Frederic, Blake Slatkin e Theron Makiel Thomas, eseguita da Lizzo
  - All Too Well (10 Minute Version), scritta da Liz Rose e Taylor Swift, eseguita da Taylor Swift
  - As It Was, scritta da Tyler Johnson, Kid Harpoon e Harry Styles, eseguita da Harry Styles
  - Bad Habit, scritta da Matthew Castellanos, Britanny Fousheé, Diana Gordon, John Carroll Kirby e Steve Lacy, eseguita da Steve Lacy
  - Break My Soul, scritta da Beyoncé, S. Carter, Terius "The-Dream" Gesteelde-Diamant e Christopher A. Stewart, eseguita da Beyoncé
  - Easy on Me, scritta da Adele e Greg Kurstin, eseguita da Adele
  - God Did, scritta da Tarik Azzouz, E. Blackmon, DJ Khaled, Fridayy, Jay-Z, John Legend, Lil Wayne, Rick Ross e Nicholas Warwar, eseguita da DJ Khaled ft. Rick Ross, Lil Wayne, Jay-Z, John Legend e Fridayy
  - The Heart Part 5, scritta da Jake Kosich, Johnny Kosich, Kendrick Lamar e Matt Schaeffer, eseguita da Kendrick Lamar
- 2024[9][10]
  - What Was I Made For?, scritta da Billie Eilish e Finneas O'Connell, eseguita da Billie Eilish
  - A&W, scritta da Jack Antonoff, Lana Del Rey e Sam Dew, eseguita da Lana Del Rey
  - Anti-Hero, scritta da Jack Antonoff e Taylor Swift, eseguita da Taylor Swift
  - Butterfly, scritta da Jon Batiste e Dan Wilson, eseguita da Jon Batiste
  - Dance the Night, scritta da Caroline Ailin, Dua Lipa, Mark Ronson e Andrew Wyatt, eseguita da  Dua Lipa
  - Flowers, scritta da Miley Cyrus, Aldae e Michael Pollack, eseguita da Miley Cyrus
  - Kill Bill, scritta da Rob Bisel, Carter Lang e SZA, eseguita da SZA
  - Vampire, scritta da Dan Nigro e Olivia Rodrigo, eseguita da Olivia Rodrigo
- 2025[11]
  - Not like Us, scritta da Kendrick Lamar, eseguita da Kendrick Lamar
  - Texas Hold 'Em, scritta da Brian Bates, Beyoncé, Elizabeth Lowell Boland, Megan Bülow, Nate Ferraro e Raphael Saadiq, eseguita da Beyoncé
  - Birds of a Feather, scritta da Billie Eilish O’Connell e Finneas O'Connell, eseguita da Billie Eilish
  - Good Luck, Babe!, scritta da Kayleigh Rose Amstutz, Daniel Nigro e Justin Tranter, eseguita da Chappell Roan
  - Die with a Smile, scritta da Dernst Emile II, James Fauntleroy, Stefani Germanotta, Bruno Mars e Andrew Watt, eseguita da Lady Gaga e Bruno Mars
  - Please Please Please, scritta da Amy Allen, Jack Antonoff e Sabrina Carpenter, eseguita da Sabrina Carpenter
  - A Bar Song (Tipsy), scritta da Sean Cook, Jerrel Jones, Joe Kent, Chibueze Collins Obinna, Nevin Sastry e Mark Williams, eseguita da Shaboozey
  - Fortnight, scritta da Jack Antonoff, Austin Post e Taylor Swift, eseguita da Taylor Swift featuring Post Malone